# Theo Pickée
Theo Pickée (Eygelshoven, 27 juli 1938 – Landgraaf, 1 december 2003) was een Nederlands sportbestuurder. Pickée was van 1991 tot zijn overlijden voorzitter van betaaldvoetbalclub Roda JC.
Pickée was een makelaar en projectontwikkelaar. In 1980 raakte hij bestuurlijk betrokken bij Roda JC. In 1991 werd hij voorzitter van deze club. Hij werkte nauw samen met geldschieter en bestuurslid technische zaken Nol Hendriks.
Onder het bewind van Pickée verhuisde Roda in 2000 van Kaalheide naar het Parkstad Limburg Stadion. Door het nieuwe stadion kreeg de begroting van Roda een aanzienlijke impuls. Pickée maakte zich tevens sterk voor een fusie van Roda JC met MVV en Fortuna Sittard. Dit leverde hem woedende reacties op van supporters.
Pickée werd in 2002 gediagnosticeerd met kanker. In november 2003 werd hij officieel uitgeroepen tot ambassadeur van het voetbal in de provincie Limburg. Hij overleed enkele weken daarna op 65-jarige leeftijd.
In het Parkstad Limburg Stadion werd na zijn overlijden de Zuid Tribune hernoemd in Theo Pickée Tribune.